# ノー・レスト・フォー・ザ・ウィケッド
『ノー・レスト・フォー・ザ・ウィケッド』（No Rest for the Wicked）は、オジー・オズボーンが1988年に発表した5作目のスタジオ・アルバム。

## 解説
当時はまだ無名の新人だったザック・ワイルドが加入。レコーディングではボブ・デイズリーが再度復帰しているが、レコーディング終了後にブラック・サバス時代の盟友ギーザー・バトラーが加入して、ツアーに参加した。
収録曲「ミラクル・マン」は、オズボーンと敵対していたテレビ伝道師のジミー・スワガートを揶揄した曲で、同曲はシングルとして全英87位に達した。「ブラッドバス・イン・パラダイス」はチャールズ・マンソンを題材とした曲で、歌詞の中に「チャーリーとファミリー」「ヘルター・スケルター」といった言葉が登場する。

## 収録曲
特記なき楽曲はオジー・オズボーン、ザック・ワイルド、ボブ・デイズリー、ランディ・カスティロ、ジョン・シンクレアの共作。
1. ミラクル・マン - Miracle Man (Ozzy Osbourne, Zakk Wylde, Bob Daisley) - 3:44
2. デビルス・ドーター - Devil's Daughter - 5:15
3. クレイジー・ベイビーズ - Crazy Babies (O. Osbourne, Z. Wylde, B. Daisley, Randy Castillo) - 4:15
4. ブレイキング・オール・ザ・ルールズ - Breakin' All the Rules - 5:15
5. ブラッドバス・イン・パラダイス - Bloodbath in Paradise - 5:03
6. ファイヤー・イン・ザ・スカイ - Fire in the Sky - 6:24
7. タトゥード・ダンサー - Tattooed Dancer (O. Osbourne, Z. Wylde, B. Daisley) - 3:53
8. デーモン・アルコール - Demon Alcohol (O. Osbourne, Z. Wylde, B. Daisley) - 4:30
9. ヒーロー - Hero - 4:49
  - 「ヒーロー」はCDとカセットのみの収録で、1988年当時は隠しトラックとしての収録だった。

### 2002年リマスター盤ボーナス・トラック
1. ザ・ライアー - The Liar (O. Osbourne, B. Daisley, John Sinclair) - 4:32
  - かつては日本盤CD用のボーナス・トラックとして「デーモン・アルコール」と「ヒーロー」の間に収録されていたが、1996年および1997年の日本盤再発CDでは外されていた[11]。
2. ミラクル・マン（ライヴ） - Miracle Man (Live) (O. Osbourne, Z. Wylde, B. Daisley) - 3:48

## 参加ミュージシャン
- オジー・オズボーン - ボーカル
- ザック・ワイルド - ギター
- ボブ・デイズリー - ベース
- ランディ・カスティロ - ドラムス
- ジョン・シンクレア - キーボード